# Witbrauwmangrovezanger
De witbrauwmangrovezanger (Gerygone levigaster) is een zangvogel uit de familie Acanthizidae (Australische zangers).

## Verspreiding en leefgebied
Deze soort komt voor langs de kusten van Australië en Nieuw-Guinea. Er zijn drie ondersoorten:
- G. l. pallida: zuidelijk Nieuw-Guinea.
- G. l. levigaster: noordelijk Australië.
- G. l. cantator: oostelijk Australië.

## Status
De grootte van de populatie is niet gekwantificeerd maar de soort wordt omschreven als vrij algemeen in Australië en schaars tot plaatselijk vrij algemeen in Nieuw-Guinea. Op de Rode lijst van de IUCN heeft deze soort de status niet bedreigd.